# Bradfield (Norfolk)
Bradfield – wieś w Anglii, w hrabstwie Norfolk, w dystrykcie North Norfolk. Leży 26 km na północ od Norwich i 181 km na północny wschód od Londynu.
W 2001 miejscowość liczyła 273 mieszkańców.